# 昭通府
昭通府，清代雲南省的府，最要。

昭通府在云南省的位置（1820年）

明代烏蒙府。尋改隸四川。雍正五年（1727年），改隸雲南。六年，設流官，置恩安縣、永善縣兩縣，降鎮雄府為鎮雄州，並屬府。九年，改今名。光緒三十四年，析永善之副官村置靖江縣， 仍升鎮雄為鎮雄直隸州。領廳二，縣二。恩安縣、靖江縣、大關廳、魯甸廳。